# Eucharidema arfaki
Eucharidema arfaki là một loài bướm đêm trong họ Geometridae.